# Cythere bosquetiana
Cythere bosquetiana is een mosselkreeftjessoort uit de familie van de Cytheridae. De wetenschappelijke naam van de soort is voor het eerst geldig gepubliceerd in 1889 door Jones &Sherborn.